# Paris Bennett
Paris Ana'is Bennett (Rockford, Illinois; 21 de agosto de 1988) es una cantante y compositora estadounidense, más conocida por su participación en la quinta temporada de American Idol, en la que terminó en el quinto puesto.

## Biografía

### Vida personal
Bennett nació en Rockford, Illinois, de Jamecia Venzett Bennett, excantante soprano del conjunto vocal Sounds of Blackness y solista actual. Bennett fue criada por su madre y su padrastro, en Edina, Minnesota. Bennett comenzó a actuar a la edad de seis años y fue entrenada por su madre y su abuela, Ann Nesby, el exvocalista de los Sounds of Blackness.

## American Idol
Ella hizo la audición para la quinta temporada de American Idol en Greensboro, Carolina del Norte en octubre de 2005. Terminó quinta en la temporada 5 la competencia.

## Discografía

### Álbumes de estudio
- Princess P (2007)
- A Royal Christmas (2008)

### Sencillos
- «Midnight Train to Georgia» (2006)
- «Ordinary Love» (2007)
- «My Boyfriend's Back» (2008)